# السينما المصرية
السينما المصرية هي أقدم صناعة سينما في قارة أفريقيا والمنطقة العربية وتُسمى هوليوود الشرق، وهي صناعة السينما الأكثر انتشارًا في منطقة الشرق الأوسط وشمال أفريقيا. كان لها التأثير الأكبر على صناعة السينما في قارة أفريقيا والمنطقة العربية عمومًا منذ أوائل القرن العشرين وحتى الآن.
بدأت علاقة مصر بالسينما في نفس الوقت الذي بدأت في العالم، فالمعروف أن أول عرض سينمائي تجاري في العالم كان في ديسمبر 1895 م. في باريس وتحديدا الصالون الهندي بالمقهى الكبير (الجراند كافيه) الكائن بشارع كابوسين بالعاصمة الفرنسية باريس، وكان فيلما صامتاً للأخوين «لوميير»، وبعد هذا التاريخ بأيام قدم أول عرض سينمائي في مصر في مقهى (زواني) بمدينة الإسكندرية في يناير 1896 م، وتبعه أول عرض سينمائي بمدينة القاهرة في 28 يناير 1896 م في سينما (سانتي)، ثم كان العرض السينمائي الثالث بمدينة بورسعيد في عام 1898 م.
افتتحت أول (سينما توغرافي) ل«لوميير» بالإسكندرية وذلك في منتصف يناير 1897 م. وحصل على حق الامتياز «هنري ديللو سترولوجو» حيث قام بإعداد موقع فسيح لتركيب آلاته، واستقر على المكان الواقع بين بورصة طوسون وتياترو الهمبرا، ووصل إلى الإسكندرية المصور الأول لدار لوميير «بروميو» الذي تمكن من تصوير «ميدان القناصل» بالإسكندرية وميدان محمد علي... ويعد هذا أول تصوير سينمائي لبعض المناظر المصرية تم عرضها بدار سينما لوميير، واعتبر 20 يونيو 1907 م. هو بداية الإنتاج السينمائي المصري.
و هكذا ظهرت الأفلام المصرية الإخبارية القصيرة التسجيلية، أما أول فيلم روائي فلم يظهر إلا في سنة 1917 م. وأنتجته (الشركة السينمائية الإيطالية - المصرية) وأنتجت الشركة فيلمين هما (الشرف البدوي) و (الأزهار القاتلة)... ويرجع للشركة الفضل في إعطاء الفرصة للمخرج المصري «محمد كريم» في الظهور في الفيلمين... ويعد «محمد كريم» أول ممثل سينمائي مصري.
و على مدى أكثر من مائة عام قدمت السينما المصرية أكثر من أربعة آلاف فيلم تمثل في مجموعها الرصيد الباقي للسينما العربية والذي تعتمد عليه الآن جميع الفضائيات العربية تقريباً. وتُعتبر مصر أغزر دول الشرق الأوسط في مجال الإنتاج السينمائي وأنتجت السينما المصرية أكثر من ثلاثة أرباع الإنتاج السينمائي في الشرق الأوسط.

## البدايات

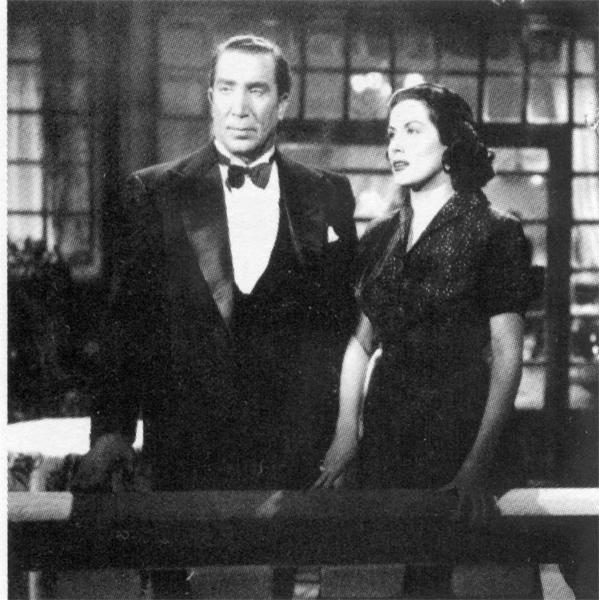
النجمان ليلى مراد ويوسف وهبي

اختلف المؤرخون في تحديد بداية السينما في مصر فهناك من يقول أن البداية في عام 1896 مع عرض أول فيلم سينمائي في مصر، في حين رأى البعض الآخر أن بداية السينما في 20 يونيو 1907 مع تصوير فيلم تسجيلي صامت قصير عن زيارة الخديوي عباس حلمي الثاني إلى معهد المرسي أبو العباس بمدينة الإسكندرية.
وفي عام 1917 حيث أنشأ المخرج محمد كريم بمدينة الإسكندرية شركة لصناعة الأفلام وعرضها، استطاعت هذه الشركة إنتاج فيلمين هما «الأزهار الميتة» و«شرف البدوي» وتم عرضهما في مدينة الإسكندرية أوائل عام 1918. وفي 1922 ظهر فيلم من إنتاج وتمثيل «فوزي منيب» مكون من فصلين تحت اسم «الخالة الأمريكانية».
في عام 1927 م، تم إنتاج وعرض أول فيلمين شهيرين هما (قبلة في الصحراء) والفيلم الثاني هو (ليلى) وقامت ببطولته «عزيزة أمير»، وهي أول سيدة مصرية اشتغلت بالسينما.
وفي عام 1932 م، عرض فيلم (أولاد الذوات) وهو أول فيلم مصري ناطق قام ببطولته يوسف وهبي وأمينة رزق كما شهد هذا العام ظهور أول مطربة مصرية وهي نادرة وذلك في فيلم (أنشودة الفؤاد) الذي اعتبر أول فيلم غنائي مصري ناطق، بينما كان أول مطرب يظهر على الشاشة هو محمد عبد الوهاب في فيلم (الوردة البيضاء).
أما أول فيلم مصري عرض في خارج مصر فكان فيلم (وداد) من بطولة أم كلثوم، كما أنه أول فيلم ينتجه استوديو مصر، الشركة التي ستحدث لاحقًا تأثيرًا في صناعة السينما المصرية.
وكان إنشاء استوديو مصر عام 1935 م. نقلة جديدة في تاريخ السينما المصرية بالإضافة لإستوديوهات كإستوديو النحاس، وظلَّ (إستوديو مصر) محور الحركة السينمائية حتى نشوب الحرب العالمية الثانية، كما كانت كازينوهات ومسارح شارع عماد الدين أو ما كان يعرف باسم (شارع الفن) تشهد إقبالًا كبيرًا مثل كازينو برنتانيا.
و كان فيلم (العزيمة) في عام 1939 م. محطة هامة في تلك الفترة، وكذلك فقد ظهرت جريدة (مصر السينمائية) أو (الجريدة الناطقة) التي لا تزال تصدر حتى الآن.
و بعد الحرب العالمية الثانية تضاعف عدد الأفلام المصرية من 16 فيلماً عام 1944 إلى 67 فيلماً عام 1946، ولمع في هذه الفترة عدد من المخرجين مثل أحمد بدرخان وهنري بركات وحسن الإمام، إبراهيم عمارة، أحمد كامل مرسي، حلمي رفلة، كمال الشيخ، حسن الصيفي، صلاح أبو سيف، كامل التلمساني، عز الدين ذو الفقار، كذلك أنور وجدي الذي قدم سلسلة من الأفلام الاستعراضية الناجحة، وأيضًا فنانات وفنانين مثل ليلى مراد، شادية، فاتن حمامة، ماجدة الصباحي، مريم فخر الدين، تحية كاريوكا، نادية لطفي، هند رستم، عمر الشريف، يحيى شاهين، إستفان روستي، فريد شوقي، أحمد رمزي، صلاح ذو الفقار، أنور وجدي.
ظهرت محاولات لتلوين أجزاء من الأفلام منها تلوين أغنية يوم الاتنين من فيلم لست ملاكا للفنان محمد عبد الوهاب عام 1946 .

## الخمسينات
في عام 1950 م. أنتج ستوديو مصر فيلم (بابا عريس) وهو أول فيلم مصري كامل بالألوان الطبيعية بطولة نعيمة عاكف وفؤاد شفيق وكامليا وشكري سرحان. وفي عام 1951 م قام الفنان محمد فوزي بتجربة تلوين فيلمين له هما (الحب في خطر) و (نهاية قصة) ولسوء الحظ احترق الفيلمين في طريق وصولهما من فرنسا إلى مصر وتبقت النسخ الأبيض والأسود لدى التليفزيون المصري ويقال أن الفنان محمد فوزي لم يرضَ عن جودة الألوان في الفيلم الأول فكان قد أعاد تصويره مما تسبب له في خسائر مالية فادحة. وفي عام 1956 م تم إنتاج فيلم (دليلة) بالألوان نظام سكوب بطولة الفنان عبد الحليم حافظ وشادية.
بعد ذلك تم إنتاج العديد من الأفلام العربية المصرية الملونة بشكل محدود في فترة الخمسينيات والستينات وفي فترة السبعينات وتحديدًا بعد حرب أكتوبر 1973 أصبحت الألوان سائدة في معظم الأفلام. حاليًا تعرض الأفلام الكلاسيكية المصرية القديمة إضافة إلى أحدث الإنتاجات السينمائية على قنوات عربية خاصة منها ما هو«عرض مجاني» يستفاد منه من خلال الفقرات الإشهارية أو الإعلانات، ومنها ما هو بمقابل مادي من خلال خدمة الدفع مقابل المشاهدة على شبكات مغلقة.
و أعلن عدد من الفنانين ومسؤولي وزارة الثقافة المصرية عن خشيتهم من اختفاء أصول السينما المصرية نتيجة بيعها من مالكيها المصريين وشراؤها بأسعار كبيرة من شركات فنية أو قنوات فضائية عربية وبمبالغ طائلة، كذلك يتم دبلجة مجموعة من الأفلام الكلاسيكية المصرية غير الملونة باللغات الفرنسية والألمانية والإيطالية لتعرض على قنوات خاصة تابعة لشبكات تلفزيونية أوروبية ومنها أفلام لـفاتن حمامة، عمر الشريف، وليلى مراد.

## الستينيات

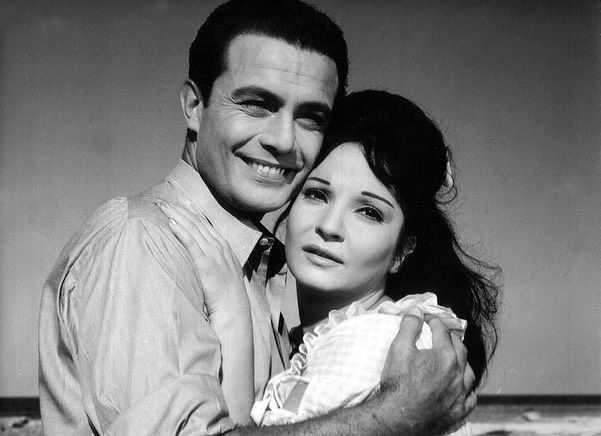
النجمان صلاح ذو الفقار وشادية في مشهد من فيلم أغلي من حياتي، إنتاج سنة 1965.

وفي الستينيات أممت صناعة السينيما، حيث أنشئت فيه المؤسسة العامة للسينما لإنتاج الأفلام الروائية الطويلة، التي تتبع القطاع العام في مصر، مما أدى إلى انخفاض متوسط عدد الأفلام من 60 إلى 40 فيلمًا في السنة، كما انخفض عدد دور العرض من 354 دارًا عام 1954 إلى 255 دارًا عام 1966،
ويمكن تقسيم الأفلام المصرية التي عرضت في الستينيات إلى ثلاثة أقسام:
1. أفلام تتناول موضوع الفقر وإعلاء قيمة العمل، والإشادة بالمجتمع الاشتراكي مثل فيلم «الأيدي الناعمة» من إخراج محمود ذو الفقار.
2. أفلام أدانت النماذج الانتهازية والأمراض الاجتماعية كالرشوة والفساد وجرائم السرقة مثل «ميرامار».
3. أفلام تناولت قضايا مشاركة الشعب السياسية، وأدانت السلبية، كما عالجت موضوعات الديموقراطية والارتباط بالأرض والمقاومة مثل فيلم «جفت الأمطار».

## السبعينات

ملصق فيلم أريد حلا، إنتاج سنة 1975.

في منتصف عام 1971 م تم تصفية مؤسسة السينما وإنشاء هيئة عامة تضم مع السينما المسرح والموسيقى. وتوقفت الهيئة عن الإنتاج السينمائي مكتفية بتمويل القطاع الخاص وبدأ انحسار دور الدولة في السينما حتى انتهى تماماً من الإنتاج الروائي، وبقيت لدى الدولة شركتان فقط إحداهما للاستديوهات والأخرى للتوزيع ودور العرض إلا إن متوسط عدد الأفلام المنتجة ظل 40 فيلمًا حتى عام 1974، ثم ارتفع إلى 50 فيلمًا، وظل عدد دور العرض في انخفاض حتى وصل إلى 190 دارًا عام 1977.
وقد شهدت السبعينيات واحداً من أعظم الأحداث في تاريخ مصر وهو انتصار أكتوبر 1973، وقد تناولته السينما في عدة أفلام وهي: «الوفاء العظيم» - «الرصاصة لا تزال في جيبي» - «بدور» - «حتى آخر العمر» - «أبناء الصمت» - «العمر لحظة».
وبعد حرب أكتوبر ظهر أول فيلم يتناول سياسة الانفتاح بعد إعلانها بعام واحد فقط وهو فيلم «على من نطلق الرصاص» للنجمة سعاد حسني ونجم هذه المرحلة محمود ياسين والذي قام أيضًا ببطولة معظم وأهم أفلام تلك الحقبة لا سيما أفلام أكتوبر.
في ذات الفترة، تم منع أفلام تناولت صورة الدولة قبل الهزيمة مثل الفساد الإداري أو الشرطي.

## الثمانينات

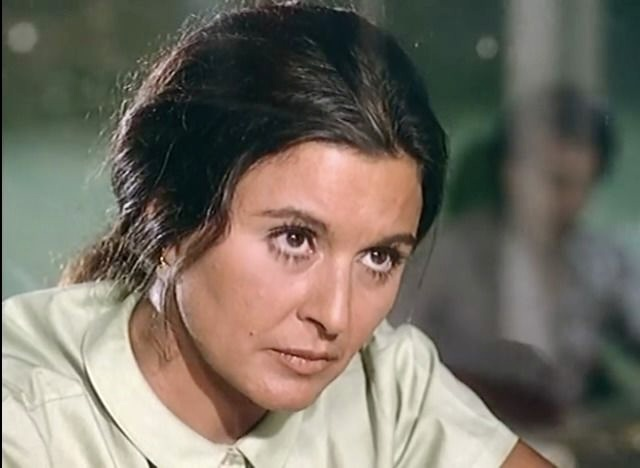
السيندريلا سعاد حسني في مشهد من فيلم أهل القمة، إنتاج سنة 1981.

مع بداية فترة الثمانينيات ظهرت مجموعة جديدة من المخرجين الشباب الذين استطاعوا أن يتغلبوا على التقاليد الإنتاجية السائدة، وأن يصنعوا سينما جادة وأطلق عليهم تيار الواقعية الجديدة أو جيل الثمانينيات، من هذا الجيل المخرج عاطف الطيب، وتجارب رأفت الميهي، وأفلام خيري بشارة ومحمد خان وداود عبد السيد وغيرهم. وبرز في تلك الفترة نجوم مثل: «عادل إمام» و«أحمد زكي» و«محمود عبد العزيز» و«نور الشريف» و«نادية الجندي» و«نبيلة عبيد» و«يسرا» و«ليلى علوي» و«إلهام شاهين» و«سهير رمزي»
وفي منتصف الثمانينيات وبالتحديد مع بداية عام 1984 ارتفع عدد الأفلام المعروضة بشكل مفاجئ إلى 63 فيلمًا، فيما يشكل بداية موجة أفلام المقاولات؛ وهي عبارة عن أفلام كانت تُعَدّ بميزانيات ضئيلة ومستوى فني رديء لتعبة شرائط فيديو وتصديرها إلى دول الخليج، حيث بلغ عدد الأفلام في عام 1986 نحو 95 فيلمًا، ويمثل هذا الرقم ذروة الخط البياني لتزايد سينما المقاولات.

## التسعينات
مع نهاية الثمانينيات وبداية التسعينيات وبالتحديد بعد حرب الخليج تراجع إنتاج أفلام المقاولات بصورة واضحة نتيجة انخفاض الطلب على مثل هذه الأفلام من دول الخليج لتظهر مجموعة أخرى من المخرجين حاولوا التأثير قليلاً في السينما، من بينهم شريف عرفة ورضوان الكاشف وأسامة فوزي وسعيد حامد
ظهرت موجة الأفلام الكوميدية في أواخر التسعينات، مع ظهور عدد من الأفلام الكوميديا التي كان يقوم ببطولتها عدد من النجوم الشبان وقتها، وقد بدأت هذه السلسلة بعد فيلم إسماعيلية رايح جاي والذي حقق نجاحاً سنيمائياً كبيراً وأعاد الانتعاش لسوق الفيلم المصري بعدما وصل معدل الإنتاج إلى مستويات متدنية في منتصف التسعينات. استحوذت تلك الموجة من الكوميديا على مجمل الإنتاج السينمائي في البداية، ثم واكبتها موجه أخرى من أفلام الحركة والأفلام الرومانسية، لكن في المجمل لا تزال تلك الموجة من الأفلام الكوميديا هي المسيطرة على سوق السينما المصرية، ولا يزال نجوم الكوميديا هم الأعلى سعراً والأكثر شهرة.

## الألفية الجديدة
ومع بداية القرن الجديد ظهر جيل جديد من الممثلين الكوميديين من أشهرهم محمد سعد ومحمد هنيدي وأحمد حلمي وهاني رمزي، قاموا ببطولة العديد من الأفلام الكوميدية
كذلك استطاع عدد من الفنانات الشابات تحقيق نجاح وشهرة خلال فترة بسيطة خلال السينما المصرية بتلك الفترة من أشهرن: منى زكي وهند صبري ومنة شلبي وياسمين عبد العزيز ومي عز الدين وداليا البحيري.
وفي عام 2007 كان حجم الإنتاج السينمائي 40 فيلمًا وهو نفس الرقم تقريبًا الذي قدمته السينما عام 2006 إلا أن عدد الأفلام المتميزة زاد أكثر عما كان من قبل، وحققت السينما المصرية في 2007 إيرادات ضخمة من 250 مليون جنيه.
الإنتاج السينمائي في مصر يقتصر بشكل شبه تام على القطاع الخاص وبعض مؤسسات الإنتاج العالمية «كيورو ميد بروداكشن»، إلا أن وزارة الثقافة أعلنت في 2007 م. عن بدء تمويلها لبعض الأفلام ذات «القيمة المتميزة».
أنتج في عام 2008 م 53 فيلم سينمائي وهذا يدل على ازدهار صناعة السينما المصرية.

## ما بعد عام 2010
استمرت السينما المصرية بإنتاج الأفلام الكوميدية والسياسية مع نفس النجوم، وبدأ ظهور (الأفلام الشعبية) خاصة، ويتميز ذلك نوع من الأفلام بمناقشة حالة الفقر والطبقة السفلية من المجتمع ومشاكلهم ويواجه قضايا كالمخدرات والدعارة وكان له بعض الآثار السلبية على الشباب المصري نتيجة لاحتواء تلك الأفلام الألفاظ البذيئة ومشاهد الراقصات والمشاهد المخلة للآداب، كما هوجمت بشدة من عدة أطراف في المجتمع، وكذلك ظهرت أفلام ذات قيمة فنية عالية مثل؛ 678، عسل أسود، أسماء، المصلحة، ديكور، الفيل الازرق، هيبتا، عيار ناري، تراب الماس، الفيل الازرق 2، الكنز، الكنز 2، وكازابلانكا وغيرها. وفي عيد الفطر (وهو موسم الأفلام الجديدة في مصر) لعام 2016 عُرضت عدة أفلام في دور العرض المصرية العديد منها كوميدية وهي: جحيم في الهند، أبو شنب، كما عُرض فيلم من 30 سنة وهو فيلم أكشن ودراما من بطولة عدد كبير من فنانين مصر وهم: أحمد السقا، منى زكي، ميرفت أمين، شريف منير، نور في أدوار البطولة. وفي عام 2017 عُرض العديد من الأفلام منها؛ الخلية؛ هروب اضطراري؛ بنك الحظ؛ وغيرها...

## ومضات تاريخية
| - العام 1912 : ظهور ترجمة للأفلام الأجنبية المعروضة في مصر على شاشة عرض منفصلة بجوار الشاشة الكبيرة للعرض. - العام 1920 : إنشاء "بنك مصر". - العام 1923 : صدور مجلة الصور المتحركة كأول مجلة متخصصة في السينما المصرية والأجنبية. - العام 1923 : عرض أول فيلم مصري صامت برسوم يبحث عن وظيفة - العام 1925 : عرض فيلم في بلاد توت عنخ آمون، أول فيلم وثائقي مصري طويل يصور بالكامل في مصر. - العام 1925 : إنشاء شركة مصر للتمثيل والسينما من قبل بنك مصر. - العام 1927 : تأسيس غرفة لصناعة السينما في مصر. - العام 1927 : عرض فيلم ليلى في القاهرة من إنتاج عزيزة أمير بحضور أحمد شوقي وطلعت حرب الذي قال لها: " سيدتي..لقد استطعت إنجاز ما لم يتمكن الرجال من إنجازه." - العام 1928 : عزيزة أمير تؤسس استوديو هليوبوليس. - العام 1928: يوسف وهبي يؤسس استوديو رمسيس. - العام 1929 : السلطات المصرية تمنع عرض فيلم " مأساة الحياة " لوداد عرفي. - العام 1930 : إنتاج استوديو رمسيس لفيلم زينب عن رواية محمد حسين هيكل. - العام 1932 : إنتاج أول فيلم مصري ناطق " أولاد الذوات ". - العام 1932 : عرض فيلمي الضحايا وأنشودة الفؤاد. - العام 1933 : فاطمة رشدي تنتج وتمثل فيلم الزواج وهو أول فيلم تخرجه. - العام 1933 : عرض فيلم الوردة البيضاء الذي لاقى نجاحا واستمر فترة قياسية وقتها (قرابة الشهرين) واحتج عليه الأزهر لدي إدارة الأمن العام لمشهد قبلة بين البطل والبطلة - العام 1933 : منح أول جوائز مصرية من قبل الدولة للعاملين في قطاع السينما. - العام 1935 : إفتتاح "ستوديو مصر" - أول ستوديو حديث في الشرق الأوسط وهو مشروع بنك مصر السينمائي. - العام 1940 : فاتن حمامة تظهر في دور الطفلة بفيلم يوم سعيد لمحمد عبد الوهاب. | - العام 1942 : 1942 إنتاج فيلم عايدة المقتبس عن أوبرا عايدة لفيردي. - العام 1943 : تأسيس نقابة السينمائيين المحترفين بالقاهرة. - العام 1944 : موت المغنية أسمهان في حادث سير قبل نهاية تصوير مشاهدها في غرام وانتقام ولاقى الفيلم نجاحا وعرض لمدة 17 أسبوعا. - العام 1954 : ظهور عمر الشريف في أول أفلامه صراع في الوادي. - العام 1957 : فيلم دليلة أول فيلم مصري (سينما سكوب) بالألوان. - العام 1958 : إنشاء أول معمل لتحميض الأفلام الملونة في مصر والشرق الأوسط من قبل ماري كويني. - العام 1958 : المرة الأولى التي ترشح فيها فيلم مصري لجائزة الأوسكار لأفضل فيلم أجنبي، وكان هذا الفيلم هو باب الحديد - العام 1960 : تأميم وسائل الإعلام في مصر. - العام 1960 : انعقاد مهرجان السينما الأفرو آسيوية الثاني بالقاهرة كأول مهرجان سينمائي دولي في مصر. - العام 1960 : بداية ونهاية أول رواية للأديب نجيب محفوظ تتحول إلى عمل سينمائي. - العام 1969 : إنتاج فيلم المومياء لمخرجه شادي عبد السلام الذي حصل على جوائز عالمية. - العام 1970 : فيلم الأرض ليوسف شاهين يحصل على الجائزة الذهبية بقرطاج. - العام 1997 : المخرج المصري يوسف شاهين يحصل على الجائزة التذكارية في اليوبيل الذهبي لمهرجان كان في فرنسا. - العام 2005: وفاة الفنان التراجيدي السينمائي أحمد زكي. - العام 2008: وفاة المخرج السينمائي يوسف شاهين أحد رواد أبرز الأعمال السينمائية المصرية. - العام 2015: وفاة الفنان التراجيدي السينمائي نور الشريف. |

## أهم المهرجانات
- مهرجان اسوان الدولى لافلام المرأه
- مهرجان الاسكندريه السينمائى الدولى
- مهرجان الاسماعيليه السينمائى الدولى للافلام التسجيليه والروائيه القصيره
- مهرجان الاقصر للسينما الافريقيه
- مهرجان الجونه السينمائى
- مهرجان القاهرة للسينما الفرنكوفونية
- مهرجان القاهره السينمائى
- مهرجان المركز الكاثوليكى للسينما
- مهرجان جمعية الفيلم للسينما المصرية
- مهرجان شرم الشيخ السينمائى

## أهم الاستديوهات
- استوديو الأهرام
- استديو النحاس
- استوديو احمس
- استوديو جلال
- استوديو النيل
- مدينة السينما
- مدينة الإسماعيلية للفنون
- استوديو الإسكندرية
- استوديوهات الجابري
- استوديوهات المغربي
- مجمع ماجدة للفنون بأكتوبر
- مدينة سنبل للفنون
- مدينة الفنون بالهرم
- مدينة الإنتاج الإعلامي بالقاهرة
- ستوديوهات صوت القاهرة بالعباسية
- استوديو السمنودي
- استوديوهات خورشيد

## أهم شركات الإنتاج السينمائي في مصر
- استوديو مصر
- نيوسينشري للإنتاج الفني
- شركة دولار فيلم
- سينرجي للإنتاج الفني
- العدل جروب
- جود نيوز جروب
- الشركة العربية للإنتاج والتوزيع السينمائي
- السبكي للإنتاج السينمائي
- الشركة المصرية لمدينة الإنتاج الإعلامي

## ممثلون بارزون
- أحمد السقا (1973-)
- أحمد حلمي (1969-)
- أحمد رمزي (1930-2012)
- أحمد زكي (1949-2005)
- أحمد مظهر (1917-2002)
- إستفان روستي (1891-1964)
- إسماعيل ياسين (1915-1972)
- إلهام شاهين (1960-)
- أمينة رزق (1910-2003)
- أنور وجدي (1904-1955)
- إيمي سمير غانم (1987-)
- بوسي (1953-)
- تحية كاريوكا (1922-1999)
- توفيق الدقن (1924-1988)
- حسن حسني (1931-2020)
- حسن فايق (1898-1980)
- حسين رياض (1913-1965)
- حسين صدقي (1917-1976)
- دنيا سمير غانم (1985-)
- حسين فهمي (1940-)
- حنان ترك (1975-)
- رشدي أباظة (1928-1980)
- زكي رستم (1903-1972)
- زهرة العلا (1934-2013)
- زينات صدقي (1913-1978)
- سامية جمال (1924-1994)
- سعاد حسني (1944-2001)
- سليمان نجيب (1892-1955)
- سعيد صالح ( 1938-2007)
- سمير صبري (1932-2022)
- سمير غانم (1937- 2021)
- سناء جميل (1932-2002)
- شادية (1931-2017)
- شكري سرحان (1925-1997)
- شويكار (1939-2020)
- صباح (1927-2014)
- صلاح السعدني (1943-)
- صلاح ذو الفقار (1926-1993)
- صلاح قابيل (1931-1992)
- عادل إمام (1940-)
- عبد الحليم حافظ (1929-1977)
- عبد السلام النابلسي (1899-1968)
- عبد الغني النجدي (1915-1980)
- عبد الفتاح القصري (1905-1965)
- عبد المنعم إبراهيم (1924-1987)
- عبد المنعم مدبولي (1921-2006)
- عبد الوارث عسر (1894-1982)
- عز الدين ذو الفقار (1919-1963)
- عزت أبو عوف (1948-2019)
- عزت العلايلي (1937-2021)
- عماد حمدي (1909-1984)
- عمر الحريري (1926-2011)
- عمر الشريف (1932-2015)
- فاتن حمامة (1931-2015)
- فاروق الفيشاوي (1952-2019)
- فاطمة رشدي (1912-1996)
- فردوس محمد (1906-1961)
- فريد الأطرش (1915-1974)
- فريد شوقي (1922-1998)
- فؤاد المهندس (1924-2006)
- كاميليا (1929-1950)
- كريم عبد العزيز (1975-)
- كمال الشناوي (1921-2011)
- لبلبة (1946-)
- ليلى طاهر (1942-)
- ليلى علوي (1962-)
- ليلى فوزي (1925-2005)
- ليلى مراد (1918-1995)
- ماجدة (1931-2020)
- ماري كويني (1913-2003)
- ماري منيب (1905-1969)
- محمد سعد (1965-)
- محمد صبحي (1948-)
- محمد عبد المطلب(1910-1980)
- محمد عبد الوهاب (1902-1991)
- محمد فوزي (1918-1966)
- محمد هنيدي (1968-)
- محمود المليجي (1910-1983)
- محمود حميدة (1953-)
- محمود شكوكو (1912-1985)
- محمود عبد العزيز (1946-2016)
- محمود مرسي (1923-2004)
- محمود ياسين (1942-2020)
- مديحة يسري (1921-2018)
- منة شلبي (1982)
- مريم فخر الدين (1933-2014)
- منى زكي (1977-)
- ميرفت أمين (1948-)
- نادية الجندي (1940-)
- نادية لطفي (1937-2020)
- ناهد شريف (1942-1981)
- نبيلة السيد (1938-1986)
- نبيلة عبيد (1946-)
- نجمة إبراهيم (1914-1976)
- نجلاء فتحي (1950-)
- نجيب الريحاني (1889-1949)
- نعيمة عاكف (1932-1966)
- نور الشريف (1946-2015)
- نيللي (1949-)
- هدى سلطان (1925-2006)
- هند رستم (1933-2011)
- يحيى الفخراني (1945-)
- يحيى شاهين (1917-1994)
- يسرا (1955-)
- يوسف شاهين (1926-2008)
- يوسف شعبان (1936-2021)
- يوسف وهبي (1898-1984)
- شريهان (1964-)

## روابط خارجية
- مكتبة الإسكندرية تحتفل بمئوية السينما المصرية
- موسوعة تاريخ السينما المصرية، الجزء الأول
- موسوعة تاريخ السينما المصرية، الجزء الثاني
- موسوعة تاريخ السينما المصرية، الجزء الثالث